# Starý Tekov
Starý Tekov – wieś (obec) na Słowacji w kraju nitrzańskim, w powiecie Levice.

## Położenie
Wieś leży w północnej części Niziny Naddunajskiej, zwanej Pogórzem Naddunajskim (słow. Podunajská pahorkatina). Położona jest na lewym brzegu Hronu, pomiędzy rzeką a jej bocznym ramieniem zwanym Perec.

## Historia
Osadnictwo ludzkie na terenie wsi sięga okresu neolitu. Prace archeologiczne wykazały ślady słowiańskiego grodziska z IX w. oraz pozostałości romańskiego kościoła z XI w. otoczonego cmentarzem. W tym czasie w widłach Hronu i Pereca powstał ziemny gród Tekov, mający za zadanie strzeżenie brodu przez rzekę.
Pierwsze wzmianki o miejscowości pochodzą z roku 1075, kiedy to był wspomniany zarówno zamek jak i wieś. Należały one do króla i wkrótce zamek stał się siedzibą królewskiej jednostki administracyjnej - komitatu Tekov. W 1244 r. wieś otrzymała - jako jedna z pierwszych na terenie dzisiejszej Słowacji - prawa miejskie, jednak nie nabrała miejskiego charakteru. Podczas rozpadu systemu królewskich komitatów w 1272 r. gród stał się własnością szlachecką. Do 1321 r. był administracyjnym centrum tekovskiej "stolicy" (tj. jednostki samorządu szlacheckiego, inaczej szlacheckiej żupy), po czym wkrótce zanikł. Jeszcze w XIV w. włości dawnego grodu Tekov weszły w skład feudalnego "państwa" Levice. W 1663 r. wieś została spustoszona przez Turków.

## Demografia
Według danych z dnia 31 grudnia 2012, wieś zamieszkiwały 1422 osoby, w tym 713 kobiet i 709 mężczyzn.
W 2001 roku rozkład populacji względem narodowości i przynależności etnicznej wyglądał następująco:
- Słowacy – 98,99%
- Czesi – 0,41%
- Niemcy – 0,07%
- Ukraińcy – 0,07%
- Węgrzy – 0,27%

Ze względu na wyznawaną religię struktura mieszkańców kształtowała się w 2001 roku następująco:
- katolicy rzymscy – 96,28%
- grekokatolicy – 0,27%
- ewangelicy – 0,2%
- prawosławni – 0,14%
- ateiści – 2,37%
- nie podano – 0,41%